# マネキグモ
マネキグモ（招き蜘蛛、Miagrammopes orientalis）は、ウズグモ科マネキグモ属に属する棒状の姿のクモである。簡単な条網を張る。

## 特徴
本種はごく普通種ではあるが、その細長い棒状の体と簡単すぎる網のためになかなか目立たない。
体長は雄雌ともに12-15mm。体は全体に細長く、褐色から灰色。頭胸部は細長い楕円状の卵形、全体にのっぺりした偏平、眼の配列する部分がやや隆起し、幅も少しだけ広い。眼は4個で、頭部の幅一杯に並ぶ。なお、この属のものの眼としては国外には6個の種もある。この種の場合、前列眼が退化したものと見られる。
歩脚四対は前後に伸び、第一脚は特に長く、体長を越え、またやや太い。他の三対はやや細くて短い。第四脚は伸ばすと腹部の端を少し越える程度。
腹部は棒状に近い楕円形で前に近い中央がやや太い。後端の背面側が多少とがっている。全体に灰色がかった褐色で、背面に対になる薄い模様が見えることもある。

## 習性
森林に生息する。林縁の木陰などに良く見かけられ、潅木の間に網を張っている。網はごく簡単なもので、Ｙ字に糸を張っただけとか、もう少し本数がある場合もあるが、とにかく数本の糸が互いにつながっただけのものである。その差し渡しは数十cmから2mくらいになる。これらの糸の中ほどの部分に幅広く白っぽく見える部分がある程度の長さにわたって存在し、その部分が粘着部である。これは、まず糸を張っておいて、そこにふわふわの粘着糸を沿わせたものである。
クモの本体はどれかの糸の中程より端の方に、あるいはその糸が器物に付着している部分にいる。あるいは、糸が二又に分かれた場所にいて、二本の糸に両前足をかける。その際、すべての足を体に沿わせて前後に伸ばし、前足を網の方に向け、じっとしている。Y字のところにいる場合は、両手に1本ずつ糸を持つような具合である。その姿は糸に引っ掛かった単なる小さな枯れ枝にしか見えない。したがって、これを知っていなければこのクモを発見するのはとても難しい。なお、ただじっとしているだけでなく、時折前足で糸を手繰り寄せるような動きをする。それが手のひらを下に向けて手招きするような動作なので、和名の「招き蜘蛛」はここからきている。
実はこの時、クモは糸をある程度引っ張っており、手元にはたるみを作ってある。粘着部に虫が引っ掛かると、クモはこの糸をゆるめるため、粘着部は虫にからまって捕まってしまうのである。クモはその後に虫に近づき、後ろの足で糸を虫にかけてからめ、丸める(ラッピングと呼ばれる)と頭の上に乗せるようにして運び去る。その後に定位置に戻って食べる。
なお、このクモは昼間も網の上にいるが、昼間は網の一番端にいるのに対し、夜になると網の中央近くに出てくる。これは、このクモが夜行性で、昼間は休止中で、夜は活動状態にあるためと考えられる。クモは暗くなると端から中央へ移動し、日の出前に端に戻り、このとき一度その場で糸を切り、つなぎ直す行動を取る。この移動は明るさの変化によって興るもので、季節による日の出日の入りの変化に合わせて時刻も変わる。

## 繁殖
初夏に繁殖し、雌は黒っぽく細長い卵嚢を作ると、餌と同じに頭に乗せて持ち歩く。あるいは条網の糸に添ってぶら下げる。卵嚢は数個作られる。

## 分布
本州から九州、南西諸島に普通。ただし、上述のように擬態が巧みなので、初心者や素人にはなかなか見つからない。見慣れるといくらでもいる普通種である。国外では韓国と中国から知られる。

## 分類

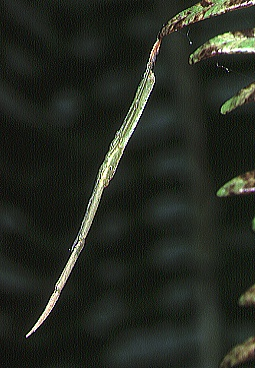
ミドリマネキグモ雌成虫

マネキグモ属に含まれる種としては、日本では、石垣島と西表島にミドリマネキグモ(M. oblongus Yoshida)が知られる。マネキグモよりやや小柄で細身、全身が緑色をしている。この種は台湾まで分布する。
なお、オウギグモはマネキグモを太短くしたような形をしている。オウギグモの幼虫はマネキグモのような条網を張ることが知られている。

## 網
上述のように、このクモの網は数本の糸を張っただけのものである。このような網は条網という。ウズグモ科は円網を張るのが標準なので、この網もそこから変化したものと考えられる。しかしオウギグモの場合は明らかにその一部が残ったということが見て取れるが、この種の場合、どのような経緯でこの形になったのかは分からない。
なお、同様に条網を作るクモにオナガグモがある。細長い体をしている点も共通しており、同様な網を張ることでの収斂とも取れる。また、このためにかつてはオナガグモも糸の一部の粘着部で虫を捕ると考えられ、糸一本ではあるが粘着力が強いので虫が捕まるのだ、などと書かれた解説書すらあった。しかし後にオナガグモのそれには粘着部が一切なく、それを辿ってくる他の種のクモを狙うことが明らかとなった。
なお、一本糸に虫がかかった場合、これを取り去ると当然糸が切れる。条網で糸が切れれば網全体が壊れてしまうが、実際にはそのようなことがない。これは、虫を捕るために糸を切るのであるが、クモはその両端を足で引っ張っており、その後にこれを手繰り寄せてつなぎあわせるのである。